# Росер Тарраго
Росер Тарраго  (ісп. Roser Tarragó; нар. 25 березня 1993) — іспанська ватерполістка, олімпійська медалістка.

## Виступи на Олімпіадах
| Олімпіада   | Дисципліна | Місце |
| ----------- | ---------- | ----- |
| Лондон 2012 | водне поло | 2     |